# Episodi di Sirens (serie televisiva 2014) (prima stagione)
La prima stagione della serie televisiva Sirens è stata trasmessa negli Stati Uniti, su USA Network, dal 6 marzo al 1º maggio 2014.
| n° | Titolo originale        | Prima TV       |
| -- | ----------------------- | -------------- |
| 1  | Pilot                   | 6 marzo 2014   |
| 2  | A Bitch Named Karma     | 6 marzo 2014   |
| 3  | Rachel McAdams Topless  | 13 marzo 2014  |
| 4  | Famous Last Words       | 20 marzo 2014  |
| 5  | Alcohol Related Injury  | 27 marzo 2014  |
| 6  | The Finger              | 3 aprile 2014  |
| 7  | Till Jeff Do Us Part    | 10 aprile 2014 |
| 8  | Itsy Bitsy Spider       | 17 aprile 2014 |
| 9  | There's No 'I' in Cream | 24 aprile 2014 |
| 10 | Shotgun Wedding         | 1º maggio 2014 |